# Flora Danica, Det er: Dansk Urtebog

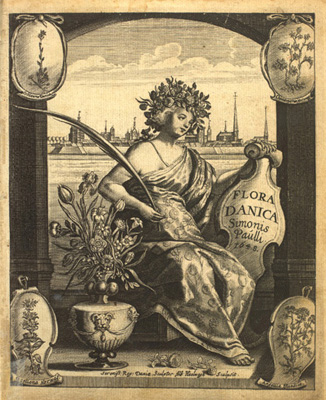
Der von Albert Haelwegh (1621–1673) gestochene Frontispiz der Flora Danica zeigt vor der Silhouette Kopenhagens die Göttin Flora

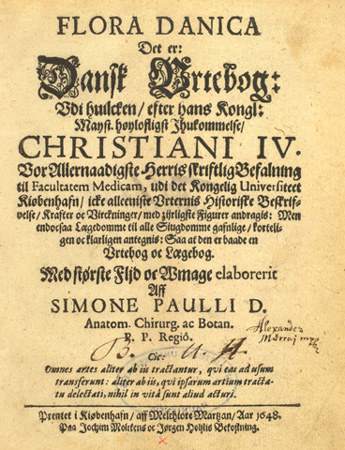
Titelseite der Flora Danica

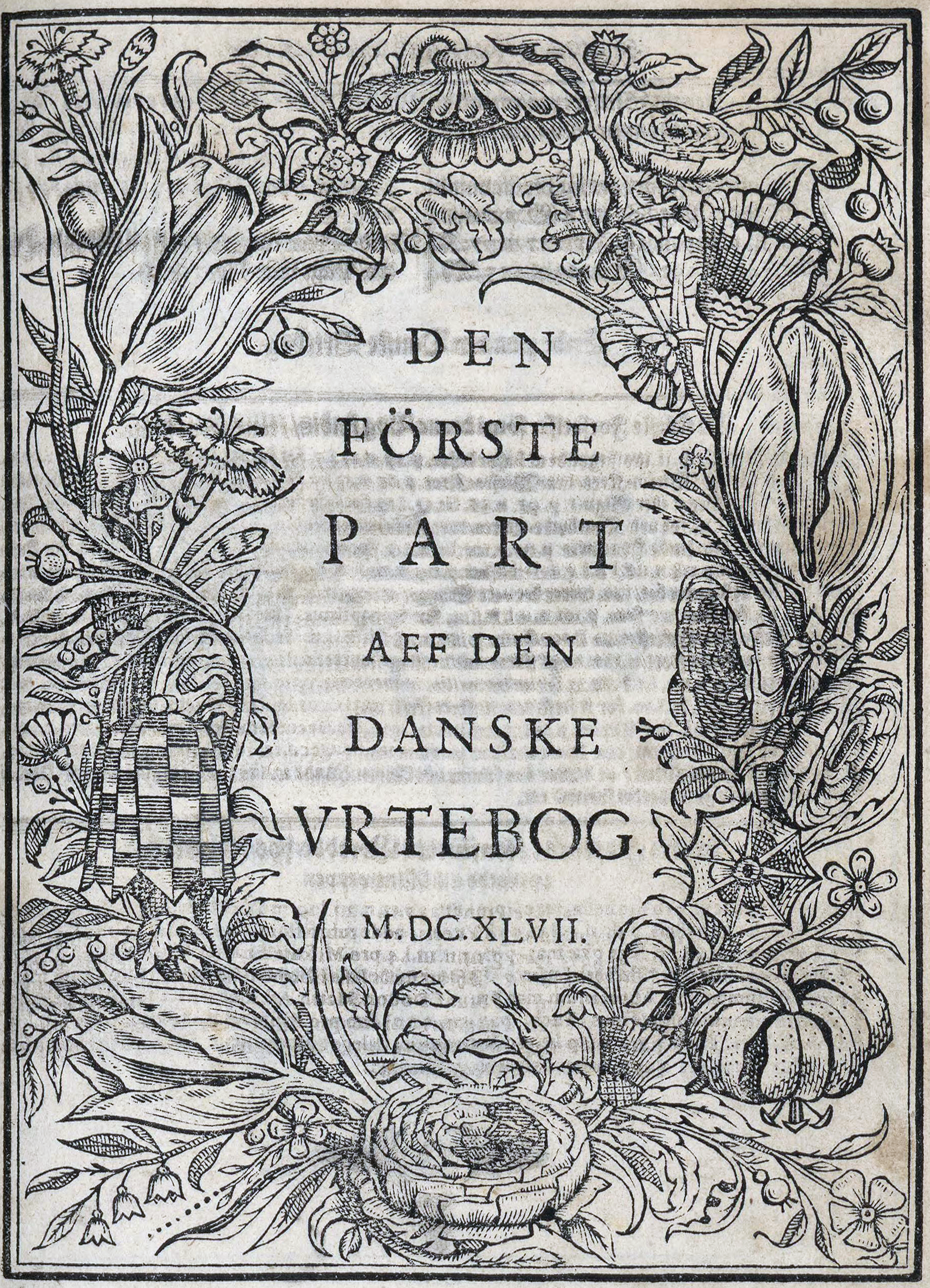
Erste Titelseite der Bildtafeln der Flora Danica

Flora Danica, Det er: Dansk Urtebog ist ein von Simon Pauli verfasstes dänisches „Kräuterbuch“, das 1648 in Kopenhagen erschien.

## Werk
Der Quartband Flora Danica, Det er: Dansk Urtebog: Udi huilcken, efter hans Kongl. Mayst. hoyloftigst Ihukommelse, Christiani IV. Von allernaadigste Herris skristlig Befalning til Facultatem Medicam, udi det Kongelig Universiteet Kiobenhafn, icke alleeniste Urternis Historiske Beskrifvelse, Krafter oc Virckninger, med zyrligste Figurer andragis: Men endorsaa Laegedomme til alle Singdomme gafnlige, korteligen oc klarligen artegnis: Saa at den er baade en Urtebog oc Laegebog wurde von König Christian IV. in Auftrag gegeben.
Das Werk besteht aus zwei Bänden, einem Text- und einem Bildteil. Der Textteil besteht aus 948 Seiten, die in ihrer Paginierung auf die 393 nummerierten Seiten des Bildteils Bezug nehmen. Der Textteil wurde durch Melchiore Marzan gedruckt. Der Bildteil beinhaltet 384 Holzschnitte, auf denen jeweils eine Pflanze dargestellt ist. Er wurde von Balthasar Moretus in der Druckerei von Christoffel Plantijn 1647 hergestellt. Die Holzschnitte sind Kopien der in den Schriften von Carolus Clusius und Lobelius verwendeten Holzschnitte.
Beide Bände bestehen aus jeweils vier Teilen, die den vier Jahreszeiten entsprechen: Winter (8 Pflanzen), Frühling (136 Pflanzen), Sommer  (229 Pflanzen) und Herbst (11 Pflanzen). 

Aufbau der Beschreibung
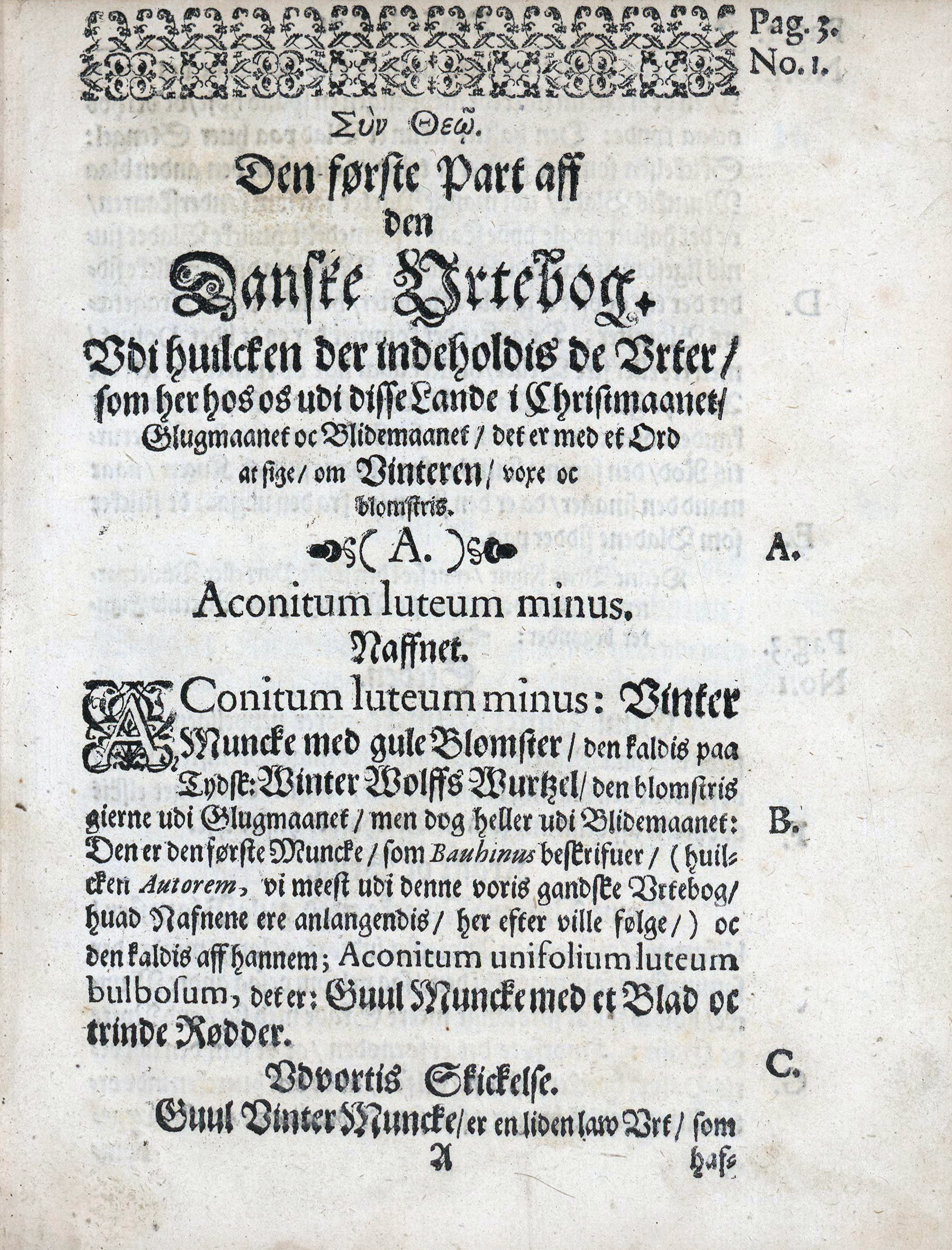
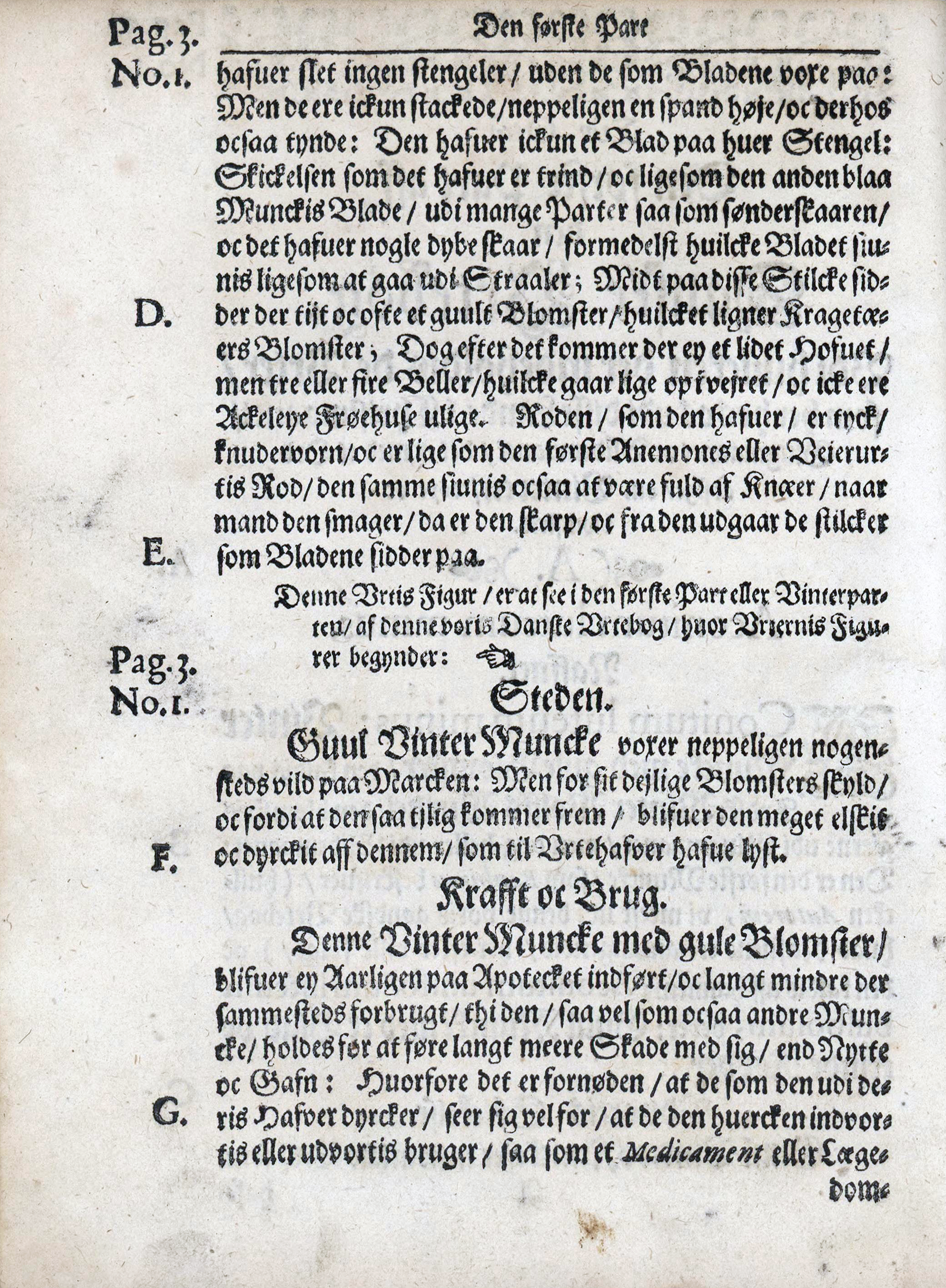
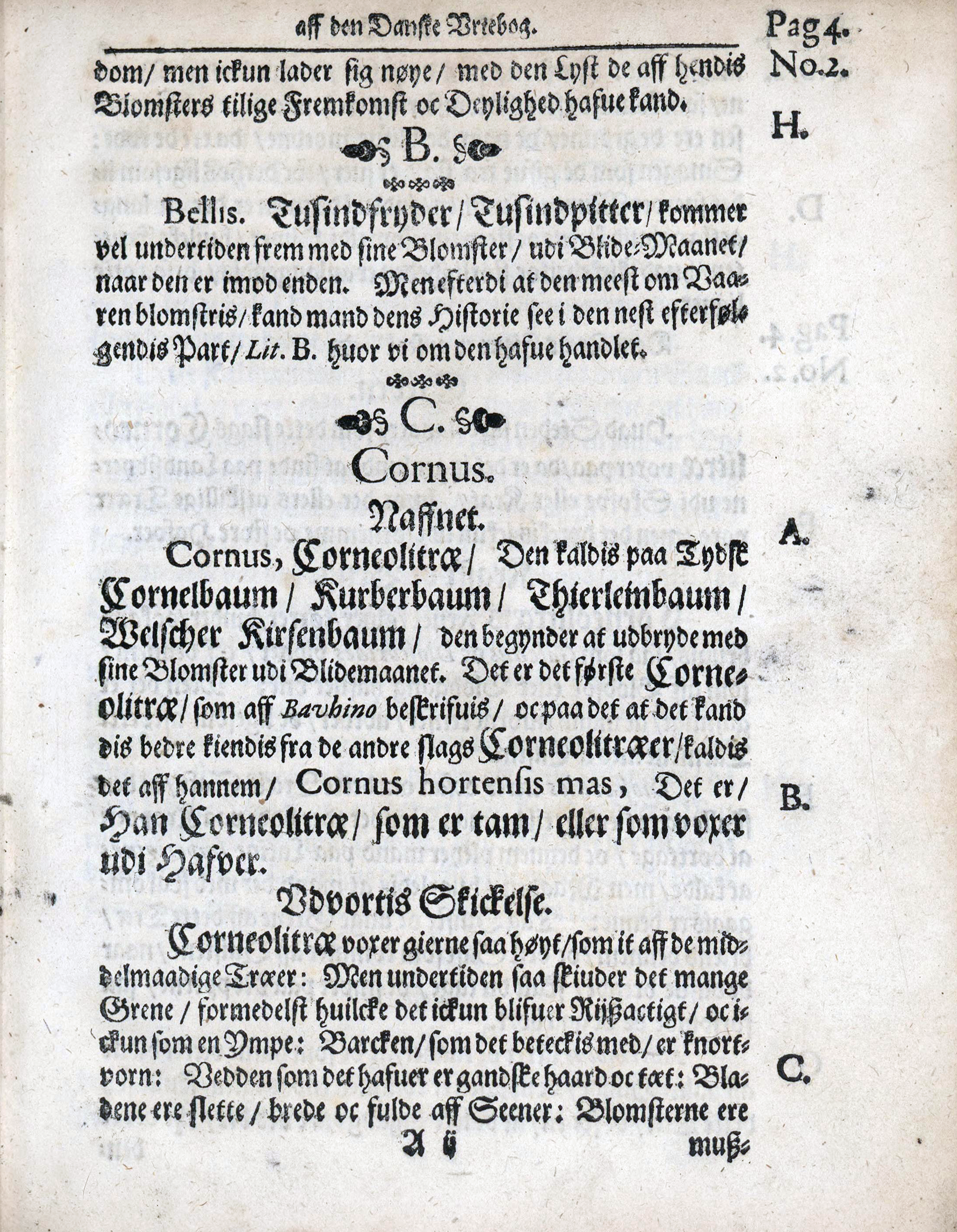

Im Textband sind die Pflanzen in den vier Teilen jeweils alphabetisch nach ihrem  lateinischen Namen geordnet. Außerdem werden dänische und deutsche Vernakularnamen angeführt. 
Es werden ihr Erscheinungsbild, der Wuchsort und die Heilwirkung aufgeführt.
Am Ende des Textbandes befinden sich drei alphabetische Register mit den im Werk aufgeführten lateinischen, dänischen und deutschen Pflanzennamen.

## Illustrationen (Auswahl)
| Tafel, Seite            | Abbildung | lat. Namen | dt. Trivialname(n)                                                                                         | Name lt. Species Plantarum (1753) | Name heute                                    |
| ----------------------- | --------- | --- | --- | --------------------------------- | --------------------------------------------- |
| Teil 1: Winterblüher    |           | | |                                   |                                               |
| Tafel 1, S. 3           |           | Aconitum luteum minus Aconitum unifolium luteum bulbosum. Bauhin. Aconitum lycoctonum luteum minus. Dodon. Aconitum hyemale Belgarum. Lob. Aconitum hyemale & Ranunculus monophyllos Camer.                                                                        | „Winter-Wolffs-Wurzel“                                                                                     | Helleborus hyemalis               | Winterling (Eranthis hyemalis)                |
| Tafel 8, S. 10          |           | Veratrum nigrum secundum Helleborus niger flore viridi. Bauhin. Helleborus niger. Brunf. Helleborus niger adulterinus domesticus. Trag. Helleborus niger adulterinus hortensis. Fuch. Helleborus niger alter. Matth. Veratrum nigrum secundum. Dodon. Clus. Taber. | „Christwurtz“ / „Nießwurtz“                                                                                | Helleborus viridis                | Grüne Nieswurz (Helleborus viridis)           |
| Teil 2: Frühjahrsblüher |           | | |                                   |                                               |
| Tafel 1, S. 13          |           | Acacia Prunus syluestris Bauhin. Brunf. Matt. Fuch. Dodon. Lon. Ad. Lob. Taber. Vulgaris syluestris Trag. Acacia Germanica vulgò | „Schlehendorn“ / „Schleen“                                                                                 | Prunus spinosa                    | Schlehdorn (Prunus spinosa)                   |
| Tafel 136, S. 148       |           | Vua crispa Grossularia simplici acino, vel Spinosa syluestries. Bauhin. Vua crispa. Trag. Dod. vc Fuch. Lon. Tab. Ad. Lob. Vua spina. Matt. | „Klosterbeern“ / „Krauselbeer“ / „Kreutzbeer“ / „Grosselbeer“ / „Stachdorn“ / „Stickelbeern“ / „Stickdorn“ | Ribes uva-crispa                  | Stachelbeere (Ribes uva-crispa)               |
| Teil 3: Sommerblüher    |           | | |                                   |                                               |
| Tafel 1, S. 151         |           | Abrotanum Abrotanum mas angustifolium minus Bauh. Abrotanum tertium Trag. Abrotanum odoratum humile densè fruticosum Lob. Abrotanum odoratum humile Dod. & Taber.                                                                                                  | „Stab-Wurtz“ / „Gert-Wurtz“ / „Affrusch“ / „Ganffer-Kraut“                                                 | Artemisia campestris              | Feld-Beifuß (Artemisia campestris)            |
| Tafel 229, S. 379       |           | Xanthium seu Lappa minor. Lappa minor. Xanthium Dioscor. Bauhin. Lappa minor. Brunf. Trag. Xanthium Matth. Dodon. Fuch. Lon. Taber. | „Betler-Leuß“ / „Spitze Kletten“                                                                           | Xanthium strumarium               | Gewöhnliche Spitzklette (Xanthium strumarium) |
| Teil 4: Herbstblüher    |           | | |                                   |                                               |
| Tafel 1, S. 383         |           | Agrifolium Ilex aculeata baccifera folio sinuato Bauhin. Aquifolium Trag. Aquifolia Matth. Lob. Tab. Agrifolium Dodon. Camer. Agrifolium seu Aquifolium Septentrionis Ad. Ilex aquifolia Lon.                                                                      | „Stech-Palmen“ / „Wald-Distel“ / „Stech-Baum“ / „Stech-Apfel“                                              | Ilex aquifolium                   | Europäische Stechpalme (Ilex aquifolium)      |
| Tafel 10, S. 392        |           | Viscum Viscum baccis albis. Bauh. Viscus. Brunf. Viscum. Trag. Matth. Fuch. Dodon. Lon. Ad. Lob. Tab. Clus. | „Mistel“                                                                                                   | Viscum album                      | Weißbeerige Mistel (Viscum album)             |

1. ↑  Carl von Linné: Species Plantarum. 1. Auflage, Lars Salvius, Stockholm 1753, S. 557 (online).
2. ↑  Carl von Linné: Species Plantarum. 1. Auflage, Lars Salvius, Stockholm 1753, S. 558 (online).
3. ↑  Carl von Linné: Species Plantarum. 1. Auflage, Lars Salvius, Stockholm 1753, S. 475 (online).
4. ↑  Carl von Linné: Species Plantarum. 1. Auflage, Lars Salvius, Stockholm 1753, S. 201 (online).
5. ↑  Carl von Linné: Species Plantarum. 1. Auflage, Lars Salvius, Stockholm 1753, S. 288 (online).
6. ↑  Carl von Linné: Species Plantarum. 1. Auflage, Lars Salvius, Stockholm 1753, S. 987 (online).
7. ↑  Carl von Linné: Species Plantarum. 1. Auflage, Lars Salvius, Stockholm 1753, S. 125 (online).
8. ↑  Carl von Linné: Species Plantarum. 1. Auflage, Lars Salvius, Stockholm 1753, S. 1023 (online).